# Mia Kankimäki
Mia Kankimäki née en 1971 à Helsinki  est une écrivaine finlandaise. Elle vit à Helsinki.

## Biographie
Mia Kankimäki est titulaire d'une maîtrise en littérature comparée de l'Université d'Helsinki. Elle travaille comme rédactrice et éditrice dans diverses maisons d'édition. Elle s'intéresse particulièrement à la culture japonaise. Elle a étudié la composition florale japonaise à l'école Sogetsu Ikebana de Tokyo.
En 2010, elle quitte son emploi et part au Japon sur les traces de Sei Shōnagon, une dame d'honneur et autrice qui vivait à Kyoto, il y a mille ans. Le livre sur ce voyage, Asioita jotka saavat sydämen lyömään nopeammin (Les choses qui font battre le cœur plus vite) est publié en 2013 aux éditions Otava. Il est traduit en estonien, en italien, en japonais et en allemand,.
Son deuxième livre, Naiset joita ajattelen öisin, publié en 2018, s'inspire de ses voyages. Elle part sur les traces de Karen Blixen en Tanzanie et au Kenya, Isabella Bird, Ida Pfeiffer, Mary Kingsley, Alexandra David-Néel, Nellie Bly, Sofonisba Anguissola, Lavinia Fontana, Artemisia Gentileschi. Il est traduit en français en 2021.

## Prix et distinctions
- Prix de non-fiction de l'Otava Book Foundation, 2020 [7]
- Prix d'honneur du Prix de non-fiction de la Fondation Lauri Jäntti, 2019 [8]
- Nomination pour le Prix finlandais de l'exportation littéraire, 2019 [9]
- Nomination au Grand Prix du Journaliste, 2019 [10]
- Helmet Award, 2015 [11]
- Meilleur livre de voyage de l'année 2013 (par le magazine Mondo) [12]
- Nomination pour le prix Kanava de non-fiction, 2013 [13]

## Publications
- Asioita jotka saavat sydämen lyömään nopeammin, 2013.
- Naiset joita ajattelen öisin (Ces héroïnes qui peuplent mes nuits), 2018.